# Dr Pepper
Dr Pepper («Доктор Пе́ппер») — безалкогольный газированный напиток. Он был создан в 1880-х годах фармацевтом Чарльзом Олдертоном в Уэйко, Техас, США и впервые был подан примерно в 1885 году. Впервые Dr Pepper был выпущен на национальный рынок в США в 1904 году, а в настоящее время продаётся по всему миру. Разновидности включают диетический Dr Pepper и, начиная с 2000-х годов, линейку дополнительных вкусов.

## История

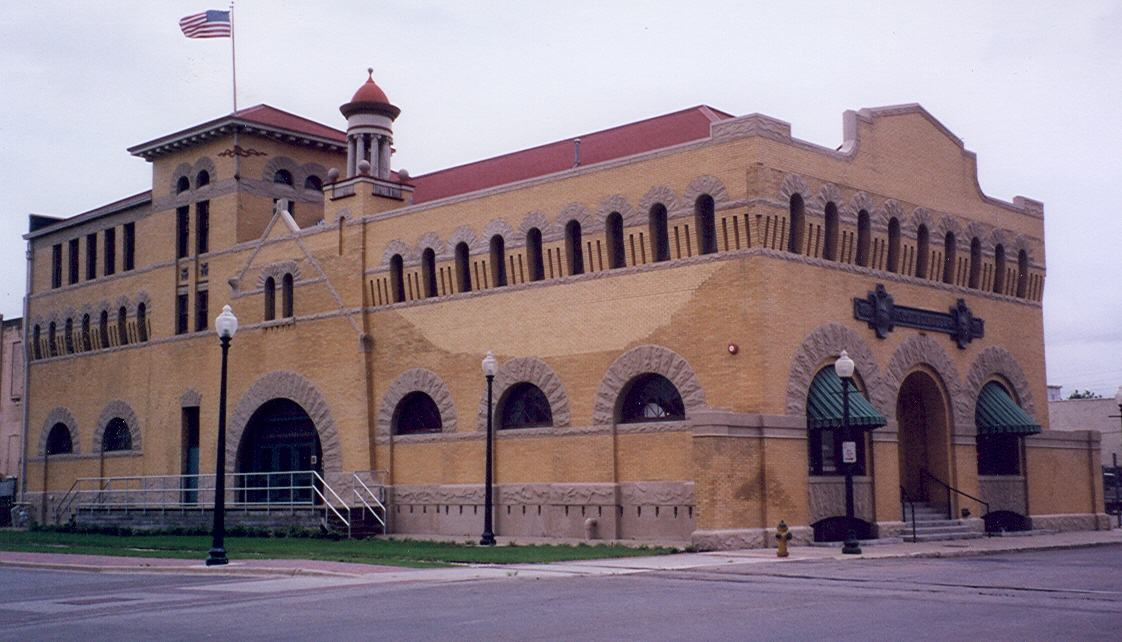
Музей, посвящённый напитку, в штате Техас, США

Название Dr Pepper было впервые использовано в коммерческих целях в 1885 году. На национальном уровне в США оно было представлено в 1904 году на выставке «Покупка Луизианы» как новый вид газировки с 23 вкусами. Его появление в 1885 году опередило появление Coca-Cola на один год.
Напиток был создан уроженцем Бруклина фармацевтом Чарльзом Олдертоном в аптеке Morrison’s Old Corner Drug Store в Уэйко, Техас. Чтобы протестировать свой новый напиток, он сначала предложил его владельцу магазина Уэйду Моррисону, которому он тоже пришёлся по вкусу.

### Название
Существует несколько историй названия напитка. Некоторые считают, что напиток получил название в честь реального доктора Чарльза Пеппера (Dr. Charles T. Pepper), который жил в одном из селений штата Вирджиния. Другие же считают, что напиток назван в честь бодрости духа и энергии («pepper» по-английски: «перец»), которую даёт напиток (так как напиток продавался в качестве тонизирующего средства).
Точка после «Dr» была отброшена по стилистическим причинам, а также для улучшения читаемости в 1950-х годах.

## Dr Pepper в России
Напиток появился в России в 1996 году и сразу же стал популярным среди молодёжи. Напиток ушёл из России из-за возникших проблем с правами на бренд.
В 1998 году его продажи прекратились, как и других товаров, которые принадлежали Cadbury Schweppes. После юридических разбирательств через год Atlantic Industries, филиал компании Coca-Cola, приобрела исключительные права на данный товарный знак в некоторых странах, в том числе и в России. После того как производство напитка в стране прекратили, компании-посредники ввозили его из-за границы. Через пару лет производитель предпринял попытки вернуть напиток на российский рынок, однако потерпел неудачу: возможно, бренд не смог вновь закрепиться из-за конкуренции и снижения интереса к нему со стороны покупателей.
15 октября 2014 года ООО Торговый Дом «Сарва» подал иск в суд по интеллектуальным правам с целью лишить компанию, являющуюся частью большого холдинга, прав на товарный знак Dr. Pepper в РФ. 30 июля 2015 года стало известно, что суд разрешил башкирской компании продавать под брендом Dr. Pepper всё, кроме газировки, а фирма Atlantic Industries, филиал компании Coca-Cola, сохранила право на использование бренда только в категориях «газированные напитки» и «пиво».
С марта по август 2016 года The Coca-Cola Company начала тестовые продажи в Москве, однако тест провалился и не был запущен на национальном производстве.
По состоянию на 2023 год напиток реализуется на территории России посредством параллельного импорта.

## Варианты
- Dr Pepper — классический вкус;

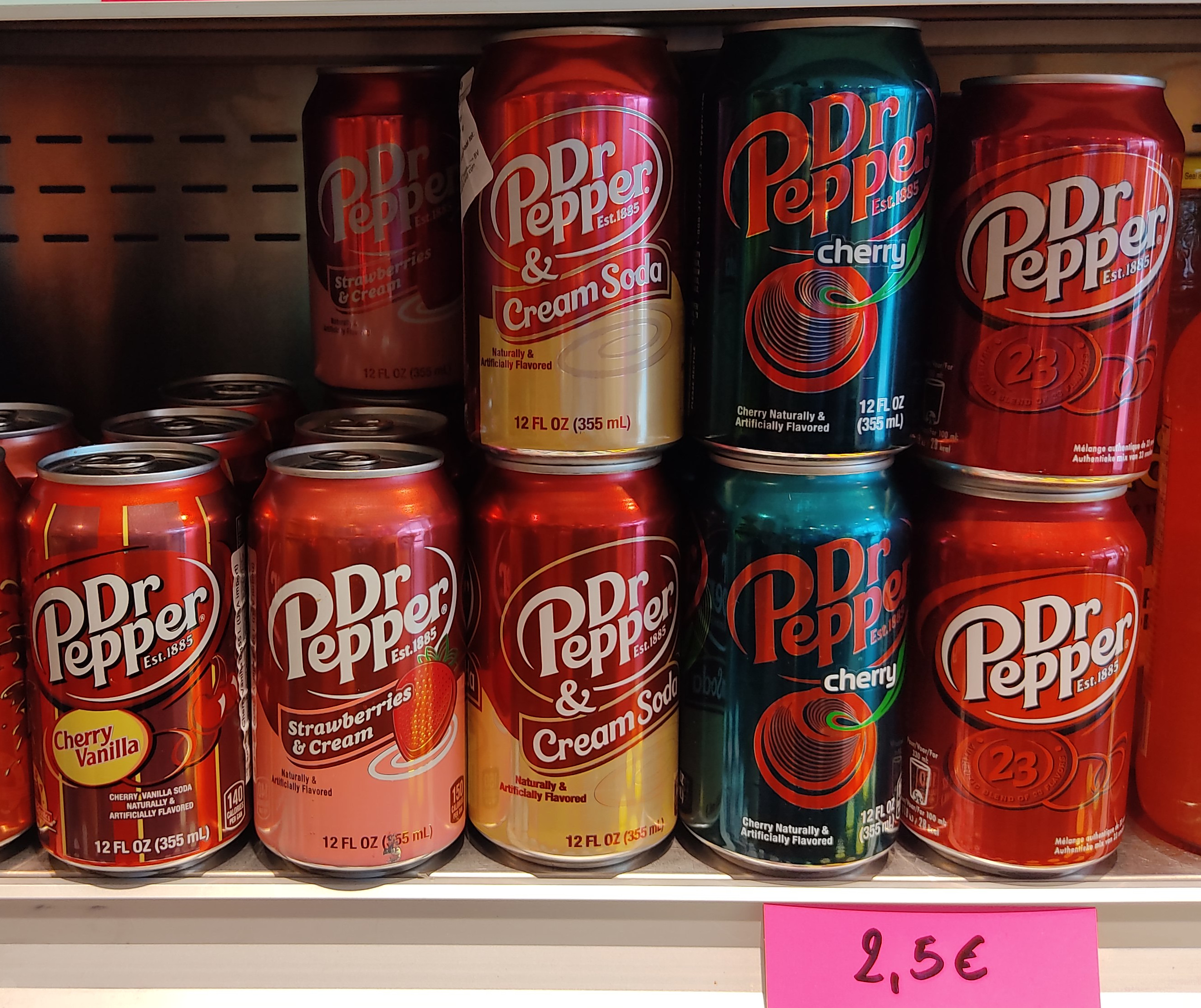
В магазине в Генте (Бельгия)

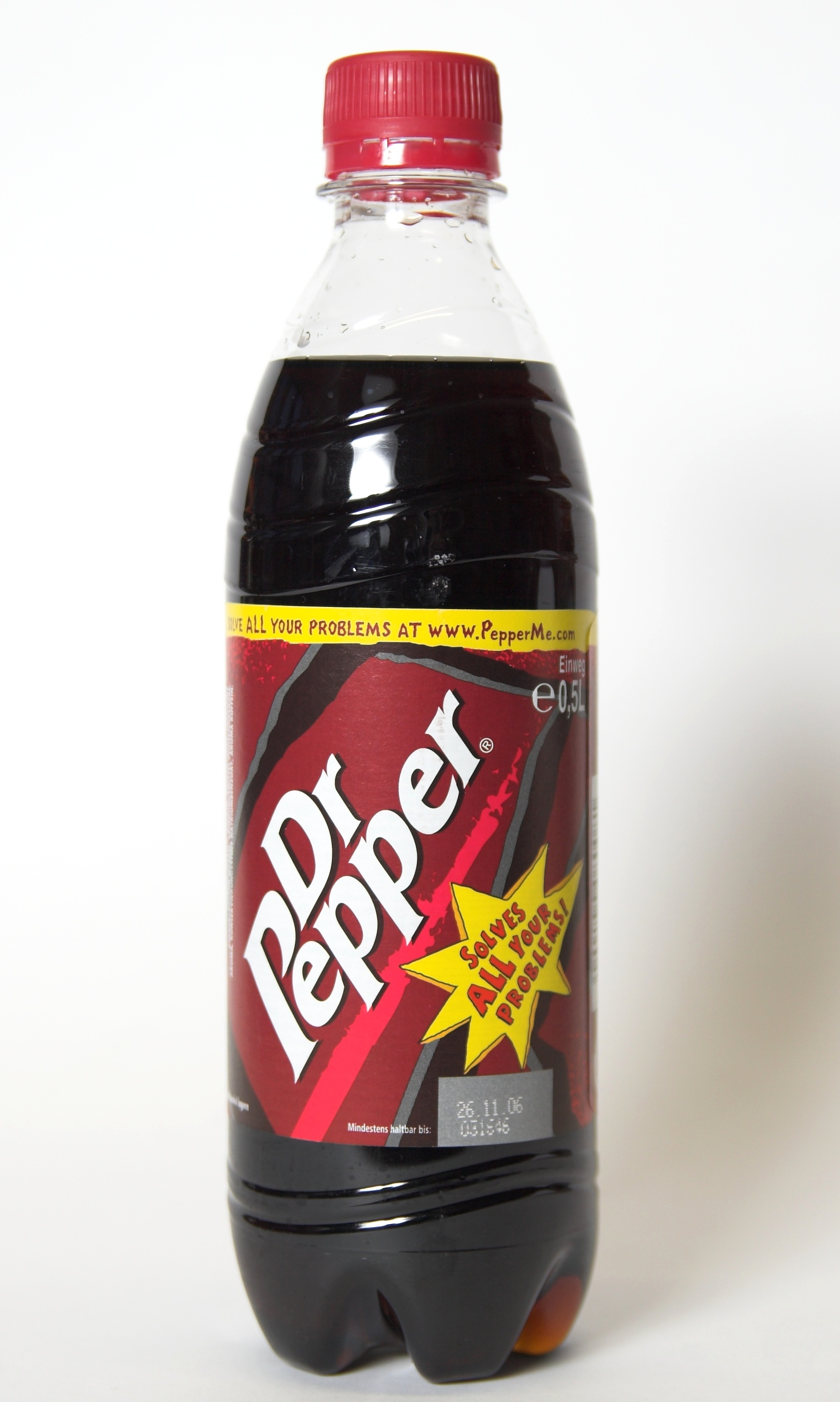
Бутылка Dr Pepper

- Diet Dr Pepper — диетический вариант классического вкуса Dr Pepper;
- Caffeine-free Dr Pepper — Dr Pepper без содержания кофеина;
- Diet Caffeine-free Dr Pepper — диетический вариант Dr Pepper без содержания кофеина;
- Dr Pepper Zero — низкокалорийный Dr Pepper без добавления сахара (выпускается в Великобритании и Польше);
- Cherry Vanilla Dr Pepper — Dr Pepper со вкусом вишни и ванили;
- Diet Cherry Vanilla Dr Pepper — диетический вариант Dr Pepper со вкусом вишни и ванили;
- Cherry Chocolate Diet Dr Pepper — диетический Dr Pepper со вкусом вишни и шоколада (больше не выпускается);
- Dr Pepper Fantastic Chocolate — Dr Pepper со вкусом шоколада (больше не выпускается)
- Dr Pepper Cherry — Dr Pepper со вкусом вишни;
- Diet Dr Pepper Cherry — диетический Dr Pepper со вкусом вишни;
- Dr Pepper TEN — низкокалорийный Dr Pepper (10 калорий), нацелен на мужской потребительский рынок;
- Dr Pepper Vanilla Float — со вкусом ванильного мороженого, сезонное предложение (limited edition);
- Dr Pepper Real Sugar — натуральный сахар;
- Dr Pepper Cherry — со вкусом красной вишни (есть вариант как с сахаром, так и с сахорозаменителем);
- Dr Pepper Creamsoda — со вкусом крем-соды;
- Dr Pepper Dark Berry — со вкусом смородины и черники (есть вариант как с сахаром, так и с сахарозаменителем);
- Dr Pepper Strawberries & Cream — со вкусом клубники и сливок;
- Dr Pepper Strawberries & Cream diet — диетический вариант со вкусом клубники и сливок;
- Dr Pepper Strawberries & Cream zero sugar — без добавления сахара со вкусом клубники и сливок.
- Dr.Pepper Creamy Coconut — со вкусом кокоса и сливок
- Dr Pepper Blackberry — со вкусом ежевики
- Diet Dr Pepper Blackberry — диетический вариант со вкусом ежевики

В зависимости от страны-производителя дизайн, объем и вкус одного и того же варианта может несколько отличаться. 
Dr Pepper часто выпускают лимитированное количество баночек определённого вкуса с дизайном, посвящённым регби.